# Hampea appendiculata
Hampea appendiculata là một loài thực vật có hoa trong họ Cẩm quỳ. Loài này được (Donn. Sm.) Standl. mô tả khoa học đầu tiên năm 1927.